# North Springfield (Vermont)
North Springfield es un lugar designado por el censo (en inglés, census-designated place, CDP) situado en el condado de Windsor, Vermont, Estados Unidos. Según el censo de 2020, tiene una población de 694 habitantes.

## Geografía
La localidad está ubicada en las coordenadas 43°19′48″N 72°32′02″O / 43.33000, -72.53389 (43.329902, -72.533788).